# Parafia śś. Piotra i Pawła w Wilnie
Parafia śś. Piotra i Pawła w Wilnie – rzymskokatolicka parafia znajdująca się w Wilnie, w archidiecezji wileńskiej w dekanacie wileńskim I.
Kościoły i kaplice na terenie parafii:
- kościół św. Piotra i Pawła na Antokolu w Wilnie – kościół parafialny
- kościół Pana Jezusa i klasztor Trynitarzy w Wilnie
- kaplica w Centrum Pulmonologii
- I kaplica szpitalna na Antokolu
- II kaplica szpitalna na Antokolu
- kaplica Domu Opieki "Tremtiniu namai"

Msze święte odprawiane są w językach litewskim (wszędzie) i polskim (kościół św. Piotra i Pawła oraz I kaplica szpitalna na Antokolu).